# 41.º Parlamento do Canadá
O 41.º Parlamento do Canadá é a atual legislatura do Parlamento do Canadá estabelecida com as eleições federais de 2011. O ano parlamentar foi aberto em 2 de junho de 2011 após a eleição de Andrew Scheer como Presidente da Câmara dos Comuns juntamente com o discurso do trono.
O Novo Partido Democrático, então dirigido por Jack Layton até seu falecimento, e em seguida por Thomas Mulcair forma a oposição oficial. O Partido Liberal sofre sua pior derrota chegando ao terceiro lugar. O Bloc Québécois conta com apenas 4 deputados, o que o priva do estatuto de partido oficial no Parlamento. O Partido Verde elege sua primeira deputada, Elizabeth May.

## Distribuição dos partidos

### Senado
| Partido | Partido                  | Senadores |
| ------- | ------------------------ | --------- |
|         | Conservador              | 60        |
|         | Partido Liberal          | 41        |
|         | Progressista Conservador | 1         |
|         | Independentes            | 1         |
|         | Cargos vagos             | 1         |
| Total   | Total                    | 105       |

### Câmara
| Partido | Partido                  | Membros |
| ------- | ------------------------ | ------- |
|         | Conservador              | 165     |
|         | Novo Partido Democrático | 101     |
|         | Partido Liberal          | 35      |
|         | Bloco Quebequense        | 4       |
|         | Partido Verde            | 1       |
|         | Independentes            | 1       |
| Total   | Total                    | 308     |